# Maria Podraza-Kwiatkowska
Maria Henryka Podraza-Kwiatkowska (ur. 19 stycznia 1926 w Kołomyi, zm. 5 kwietnia 2016 w Krakowie) – polska historyk literatury, prof. dr hab. nauk humanistycznych o specjalności filologia polska, historia literatury polskiej, literaturoznawstwo, wykładowczyni Uniwersytetu Jagiellońskiego, edytorka oraz eseistka.

## Życiorys
Ukończyła szkołę średnią we Lwowie, w okresie okupacji uczęszczała na tajne komplety. W 1945 roku przeprowadziła się do Krakowa. W roku 1951 ukończyła studia polonistyczne na Uniwersytecie Jagiellońskim, doktorat uzyskała w 1964 a habilitację w 1970. Od 1974 roku była związana z Instytutem Filologii Polskiej, Instytutem Polonistyki, a następnie Wydziałem Polonistyki Uniwersytetu Jagiellońskiego. Kierowała Katedrą Historii Literatury Polskiej XIX wieku. Profesor zwyczajny od 1987.
Specjalizowała się w epoce Młodej Polski. Jest autorką wielu książek i rozpraw naukowych (m.in. syntezy „Literatura Młodej Polski” oraz monografii „Symbolizm i symbolika w poezji Młodej Polski”). Prowadziła badania naukowe nad wybranymi twórcami oraz zagadnieniami epoki oraz była edytorką poezji młodopolskiej. Jej dokonania naukowe ukształtowały wizerunek epoki Młodej Polski na tle literatury europejskiej jako zwornika kultury polskiej XIX i XX wieku.
W styczniu 2002 otrzymała nagrodę Krakowska Książka Miesiąca za książkę Wolność i transcendencja. Studia i eseje o Młodej Polsce.
Maria Podraza-Kwiatkowska była m.in. członkiem Polskiej Akademii Umiejętności, Komisji Historycznoliterackiej Oddziału Krakowskiego Polskiej Akademii Nauk oraz redakcji „Ruchu Literackiego”.

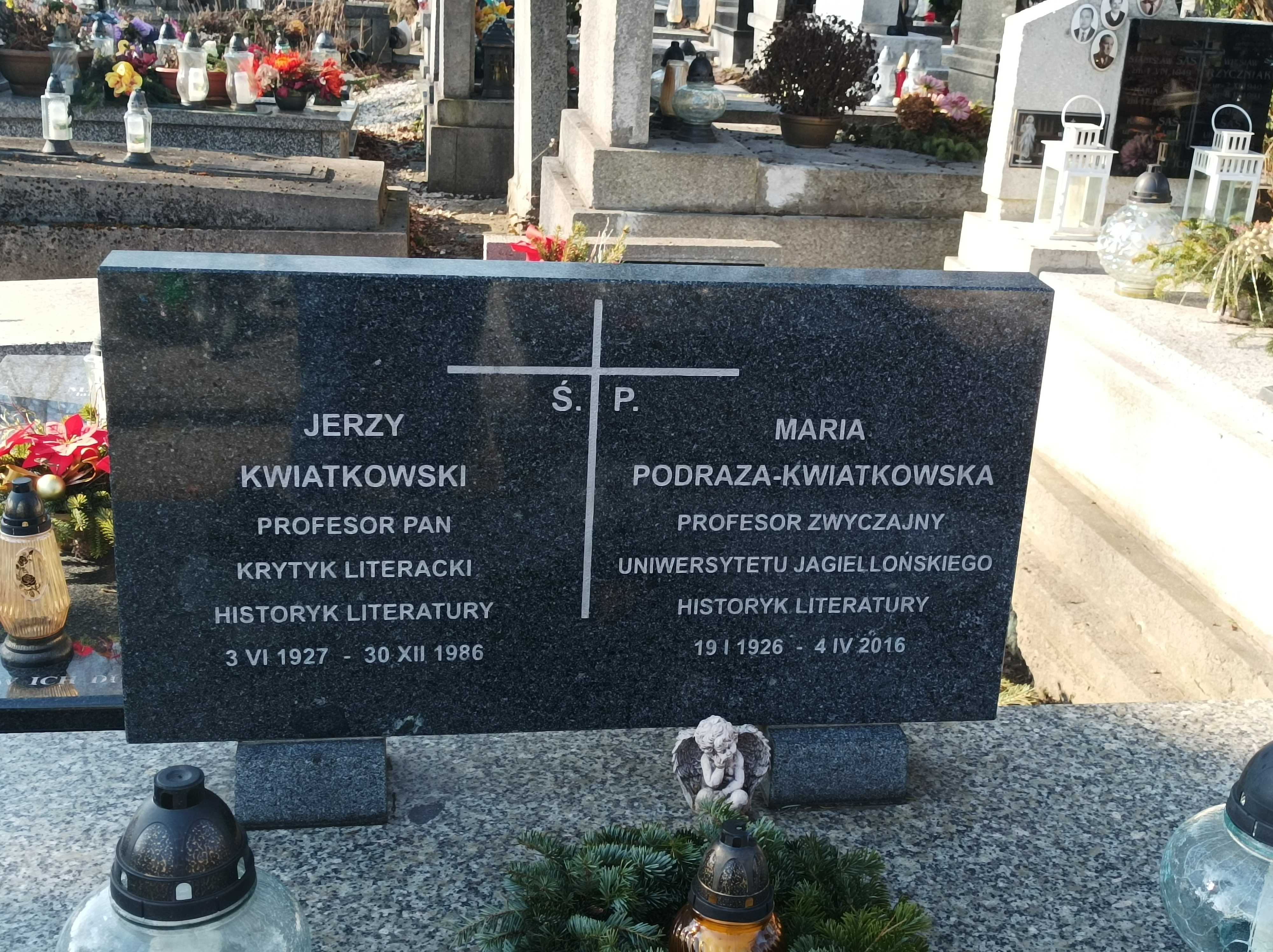
Grób prof. Jerzego i Marii Kwiatkowskich na cmentarzu Salwatorskim

Była żoną historyka literatury prof. Jerzego Kwiatkowskiego.
Zmarła 5 kwietnia 2016, została pochowana 13 kwietnia 2016, na Cmentarzu Salwatorskim w Krakowie (kwatera SC12-A-3).

## Wybrane publikacje
Lista wybranych publikacji:
Książki autorskie:
Wacław Rolicz-Lieder, Warszawa 1966.
Młodopolskie harmonie i dysonanse, Warszawa 1969,
Symbolizm i symbolika w poezji Młodej Polski, Kraków 1975.
Somnambulicy, dekadenci, herosi. Studia i eseje o literaturze Młodej Polski, Kraków 1985.
Literatura Młodej Polski, Warszawa 1992.
Wolność i transcendencja. Studia i eseje o Młodej Polsce, Kraków 2001.
Labirynty - kładki - drogowskazy. Szkice o literaturze od Wyspiańskiego do Gombrowicza, Kraków 2011.
Prace edytorskie:
Wacław Rolicz-Lieder, Wybór poezji, Warszawa 1962.
Stanisław Korab-Brzozowski, Poezje zebrane, Kraków 1978.
Maria Komornicka, Utwory poetyckie, Kraków 1996.
Programy i dyskusje literackie okresu Młodej Polski, Wrocław 1973.
Książki zbiorowe:
Młodopolski świat wyobraźni, Kraków 1977.
Studia o Tadeuszu Micińskim, Kraków 1979.
Stulecie Młodej Polski, Kraków 1995.
Inne:
Kraków i Galicja wobec przemian cywilizacyjnych (1866–1914). Studia i szkice – współautorka